# Kutnjak (Legrad)
Kutnjak (povijesno Kothnyak, Kuitnag, Kuttnyak odnosno Kuttinek, a lokalno pučanstvo izgovara ime sela Kótnjak, dok sami sebe nazivaju Kóčani) je selo u općini Legrad. U blizini je nalazište geotermalnih voda na lokalitetu Gložje, tj. geotermalno polje Lunjkovec - Kutnjak.

## Zemljopis
Seosko naselje Kutnjak nalazi se u Podravini (Koprivničko-križevačka županija), 14 km sjeverno od Koprivnice. Prema popisu stanovništva 2011. godine naselje je imalo 278 stanovnika. Leži na 139 mnv. visine, u blizini rijeke Drave. Neposredno kraj sela s južne strane protječe potok Segovina.

## Stanovništvo
| broj stanovnika | 488   | 573   | 514   | 628   | 608   | 607   | 671   | 700   | 732   | 697   | 685   | 589   | 483   | 416   | 331   | 278   | 220   |
|                 | 1857. | 1869. | 1880. | 1890. | 1900. | 1910. | 1921. | 1931. | 1948. | 1953. | 1961. | 1971. | 1981. | 1991. | 2001. | 2011. | 2021. |

## Povijest
Prvi put Kutnjak se spominje 1495. godine, u popisu dimova za kraljevski porez plemićkog suca Demetrija u Križevačkoj županiji koji su ubirali dikatori pečujski kanonik Andrija i senjski kapetan Gavan iz Zagreba i ban Ivaniš Korvin - ukupno ima Kutnjak tada 12 dimova:

"Processus Demetrii judicis nobilium comitatus Crisiensis minor:

Kwthnak et Ladislai Makalay /solvit/ 6

Kwthnak et magistri Francisci /solvit/ 2

Kwthnak et relicte Ioannis litterati /solvit/ 4"
Godine 1507. posjed Kothnyak od 13 dimova posjeduje magistar Franjo. U Kutnjaku je od 21. veljače 1512. do 24. prosinca 1512. boravio hrvatski ban i veliki ugarski palatin, Emerik (Mirko) Perenyi (1475. – 1520.) i pisao svojih devetnaest odluka. Godine 1513. Kothnyak je posjed od 10 dimova u vlasništvu Domini Prothonotarii (Gospodin Protonotar). Godine 1517. Kothnyak ima 16 dimova: Ioannes Woykffy 14 i Gasparis Borothway 2. Godine 1520. Cothnyak ima 15 dimova i svi pripadaju gospodaru Ioannes (Ivanu) Woykffy. Godine 1755. Kutnjak je zahvatila tzv. Podravska seljačka buna čijim je uzrokom u korijenu stajala povećana feudalna renta, a i povećana redovita tlaka. Bunu je za samo nekoliko dana sa 150 konjanika i 60 pješaka ugušio Josip Kazimir Drašković. Četiri je kolovođe dao odmah strijeljati, a ostale pobunjenike zatvoriti i poslati na istragu u Zagreb, gdje ih je većina pomrla.
U prvoj polovini 20. stoljeća (1933.) u Kutnjaku je bio podignut i vjerski objekt Hrvatske Starokatoličke Crkve takozvanih Starovjeraca odnosno Starokatolika, kojih danas u selu više nema.

## Prezimena
Prezimena koja se spominju u naselju kroz duže vremensko razdoblje:
Andrašec, Ban, Bebek, Berković, Berta, Blažević, Brodarić, Bukovčan, Buntić, Čituš, Čižmešija, Čordaš, Debeli, Debić, Dedi, Dolenec, Dovičin, Đuran, Ferenčak, Filip, Fischer, Funtek, Gašpar, Geci, Gerec, Grgac, Habek, Horvat, Igrec, Ivanušini, Ivić, Jaki, Jeluškin, Jenočin, Jendrašec, Kenđel, Kolar, Kolarić, Kolman, Kordeš, Košutak, Kovač, Križar, Križarec, Kučan, Labazan, Lisjak, Logožar, Lucek, Lukačić, Lukić, Mađarić, Mađer, Majnjšnji,  Majtan, Marcian, Matotan, Međimorec, Mikec, Mikina, Mikloš, Mikulinjak, Milak, Miljak, Mraz, Mučnjak, Mudinjak, Našejev, Norčec, Novak, Novoselec, Pajser, Palčec, Petrošil, Pintar, Pišpek, Posavec, Poštenik, Potravi, Prukiaš, Radmanić, Rezek, Sabolec, Sabolić, Seđek, Smok, Stančec, Stanin, Šafar, Ščuri, Šiak, Škrinjar, Špićko, Talpas, Terdek, Tišlar, Tkalec, Tokar, Turk, Vaganić, Valent, Varga, Vargov, Vargović, Verban, Vuger, Zagorec, Živko.

## Poznate osobe
- Đuro Marcian (r. 1881.) - glazbenik, nastupao i na Bečkom dvoru, svirao u Orkestru Radio Budimpešta.
- Zvonimir Krancelbinder - naivni slikar i kipar.

## Spomenici i znamenitosti
- Barokna crkva Sv. Helena (suzaštitnici sv. Valentin i sv. Banedikt) poznata kao Kapela Sv. Jelene (1760. – 1763.) koju su dali podignuti kuzminečki župnik Josip Čunčić i vlastelin Erdődy.
- Grobljanska kapelica.
- Pilovi (2), Raspela (5).
- Dobrovoljno vatrogasno društvo osnovano je 1892. godine, a Vatrogasni dom sagrađen je 1935.
- NK Mladost Kutnjak osnovan je 1947. godine.

## Obrazovanje
- 1913. godine započinje s radom trogodišnja pučka škola, 1955. godine pripojena je Školi Rasinji, dok u Kutnjaku ostaje samo razredna nastava. Danas Osnovna škola Kutnjak kao područna škola za 4 niža razreda pripada Osnovnoj Školi u Legradu.

## Gospodarstvo
Lokacija Lunjkovec-Kutnjak nalazište je vode temperature 140 stupnjeva, a jer je sva voda toplija od 130 stupnjeva isplativa i za dobivanje električne energije, tamo se već HEP uključio u projekt izgradnje termoelektrane, što je prva faza iskorištenja tih geotermalnih bušotina.
Protok pronađene geotermalne vode je 53 litre u sekundi koji će se povećati na 70 litara u sekundi ugradnjom dubinske centrifugalne sisaljke, te će osigurati oko dva megavata električne snage. Potporu projektu Lunjkovec-Kutnjak dala je i Vlada koja će konačno i odlučiti kada će započeti izgradnja prve geotermalne elektrane u Republici Hrvatskoj.
Sam program iskorištenje geotermalne energije se provodi u dvije faze. U prvoj fazi je predviđena izgradnja geotermalne elektrane (2,5 MWe) i pratećih projekata. U drugoj fazi je predviđeno povećanje kapaciteta geotermalne elektrane (2x4MWe) i pratećih projekata te opskrba toplinom Koprivnice. Prva faza gradnje na lokaciji Lunjkovec - Kutnjak stajala bi oko 500, a druga oko 970 milijuna kuna. Od toga bi najveća ulaganja otpala na Inu i HEP. Obveza Ine bila bi ulaganje u bušotine (u prvoj fazi omogućavanje crpljenja 70 litara vode u sekundi iz postojeće proizvodne i utisne bušotine s uronjenom pumpom; u drugoj 300 litara u sekundi iz tri proizvodne i tri utisne bušotine s uronjenim pumpama), a HEP ulaganje u elektranu i sustav distribucije topline (u prvoj fazi gradnja agregata snage 2 MW, a u drugoj dva agregata po 4 MW), te bi po svršetku projekta Lunjkovec - Kutnjak imao elektranu ukupne snage 10 MW.
Za iskorištenje i dalje vruće vode zainteresirala se Podravka koja razmatra mogućnosti izgradnje sušare za povrće na bazi te vruće vode kao energenta, što bi čak moglo doprinijeti da Podravka prebaci sušenje povrća za potrebe 'Vegete' iz inozemstva na tu lokaciju.

## Kultura
Dugi je niz godina radila Radio stanica Kučan, počevši 1967., koja se je u nekim uvjetima mogla čuti čak i u Ljubljani. To je prva radio stanica u ovom dijelu Podravine i cijelom Međimurju. Svoju djelatnost prekinula je osamdesetih godina.
Od 8. lipnja 2012. u selu djeluje Udruga žena Kutnjak – Antolovec s ciljem očuvanja i unapređivanja kulturnih tradicija i posebnosti.

## Šport
- NK "Mladost" Kutnjak

## Vanjske poveznice
Dokumentarni film Kutnjak - Moje selo malo